# Atractus bocourti
Atractus bocourti este o specie de șerpi din genul Atractus, familia Colubridae, descrisă de Boulenger 1894. A fost clasificată de IUCN ca specie cu risc scăzut. Conform Catalogue of Life specia Atractus bocourti nu are subspecii cunoscute.